# Och, Karol 2
Och, Karol 2 – polski film komediowy w reżyserii Piotra Wereśniaka. Polska premiera odbyła się 21 stycznia 2011, a prapremiera filmu miała miejsce w krakowskim Multikinie 16 stycznia 2011, na której byli obecni główni bohaterowie. Jest remakiem filmu Och, Karol z 1985 w reżyserii Romana Załuskiego.
1 października 2010 w Warszawskich Łazienkach twórcy filmu spotkali się z dziennikarzami na konferencji prasowej, podczas której zaprezentowane zostały zwiastuny tej produkcji. Oficjalną piosenką promującą film jest „Wierność jest nudna” w wykonaniu Natalii Kukulskiej. Jedynym aktorem, który wystąpił w obu produkcjach, jest Jan Piechociński jako tytułowy Karol w pierwotnej wersji filmu z 1985 oraz w roli księdza w Och, Karol 2.
Wydano album muzyczny Och, Karol 2 ze ścieżką dźwiękową z filmu.

## Fabuła
Karol (Piotr Adamczyk) jest świetnie zarabiającym pracownikiem dużej firmy, który wkrótce ma się ożenić z Marią (Małgorzata Socha). Jest czarujący, uwielbia seks, a kobiety zniewala w mgnieniu oka, z czego doskonale zdaje sobie sprawę. Oprócz narzeczonej ma trzy kochanki. Ognistą Wandę (Małgorzata Foremniak), infantylną i słodką Paulinę (Marta Żmuda Trzebiatowska) i namiętną Irenę (Katarzyna Zielińska). Karol świetnie sobie radzi, skacząc z łóżka do łóżka i realizując ich kolejne zachcianki. Ta bajka jednak się skończy, Karol stanie przed zemstą, jaką przygotowała mu Maria. Pewnego dnia wróci do domu, a w progu przywita go narzeczona i kochanki – wszystkie gotowe spędzić z nim każdą wolną chwilę w łóżku. Zmęczony sojuszem kochanek postanawia odpocząć w ramionach kelnerki Adrianny (Katarzyna Glinka).
Karol zachwycony nową partnerką postanawia wyjechać z nią na wakacje. Jednakże w ten sam lot wybierały się kochanki Karola. Gdy Karol wsiada do samolotu witają go wszystkie kochanki. Przerażony Karol próbuje uciec z samolotu i przez to zostaje zatrzymany przez ochronę. Podczas rozprawy sądowej Karol dostaje nakaz wyjazdu w Bieszczady. Główny bohater uczy w tamtejszej szkole angielskiego. Po paru miesiącach pobytu w okolicach Bieszczadów, przyjeżdża do niego najlepszy przyjaciel Roman Dolny (Grzegorz Małecki) z firmy i ogłasza, że się żeni z jedną z jego byłych kochanek Pauliną (Marta Żmuda Trzebiatowska). Przy okazji przyjaciel zaprasza go na uroczystość i mówi mu, że zostanie świadkiem. Opowiada mu także, co się dzieje u reszty kochanek. Podczas ceremonii Karol po raz pierwszy w swoim życiu zakochuje się w siostrze pana młodego, która jest drugim świadkiem.

## Twórcy
- Reżyseria: Piotr Wereśniak
- Scenariusz: Ilona Łepkowska, Piotr Wereśniak
- Producent: Tadeusz Lampka, Ilona Łepkowska
- Produkcja: MTL Maxfilm
- Zdjęcia: Tomasz Dobrowolski
- Montaż: Milena Fiedler
- Muzyka: Maciej Zieliński
- Scenografia: Marcelina Początek-Kunikowska
- Kierownictwo produkcji: Beata Rutkowska

## Obsada
- Piotr Adamczyk – Karol Górski
- Małgorzata Socha – Maria
- Małgorzata Foremniak – Wanda
- Marta Żmuda Trzebiatowska – Paulina
- Katarzyna Zielińska – Irena
- Katarzyna Glinka – Adrianna
- Anna Mucha – Mira
- Emilia Komarnicka – Ania
- Grzegorz Małecki – Roman Dolny
- Andrzej Zieliński – szef Karola
- Ewa Kasprzyk – mama Karola
- Marek Barbasiewicz – Józef Górski, tata Karola
- Małgorzata Potocka – mama Marii
- Wiktor Zborowski – tata Marii
- Jan Frycz – psychoanalityk
- Krzysztof Stelmaszyk – pan Zdzisław
- Jan Piechociński – ksiądz
- Tamara Arciuch – Agata
- Anna Samusionek – Kołodziejowa
- Grzegorz Halama – aspirant Kołodziej
- Katarzyna Figura – pani sędzia
- Magdalena Mielcarz – Beata
- Jan Pęczek – ksiądz
- Antoni Królikowski – chłopak palący marihuanę
- Marcin Rogacewicz – przyjaciel Karola
- Tadeusz Chudecki – taksówkarz

Pozostałe role:
Sebastian Cybulski, Maria Góralczyk, Maciej Jachowski, Robert Koszucki, Andrzej Młynarczyk, Karolina Nowakowska, Paweł Okraska, Andżelika Piechowiak, Bartosz Porczyk, Rafał Rutkowski, Julia Wróblewska.